# Chironomus formosipennis
Chironomus formosipennis är en tvåvingeart som beskrevs av Jean-Jacques Kieffer 1908. Chironomus formosipennis ingår i släktet Chironomus och familjen fjädermyggor. Inga underarter finns listade i Catalogue of Life.